# Benátské obranné stavby

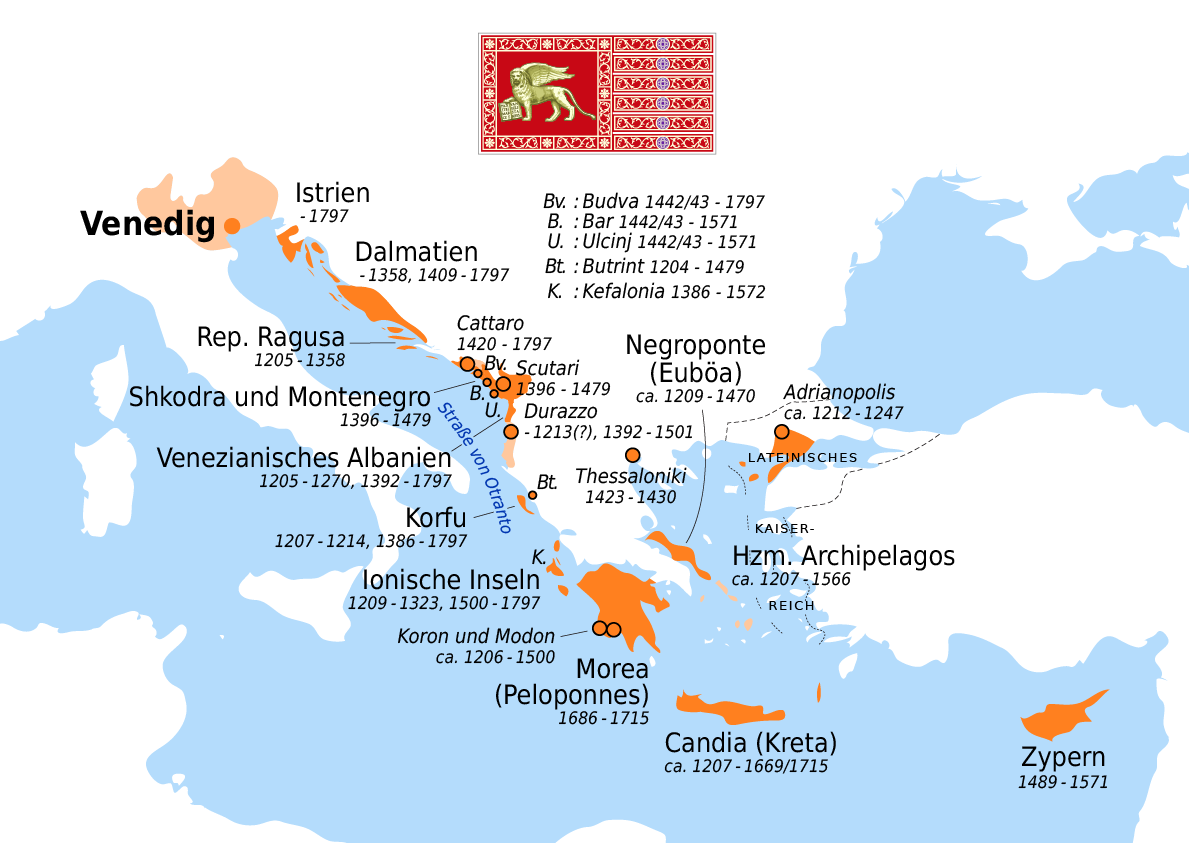
územní rozsah Benátské republiky

Benátské obranné stavby z období 15. až 17. století: Stato da Terra – západní Stato da Mar je název jedné z přeshraničních památek světového kulturního dědictví UNESCO, sestávající z několika komponentů na území Itálie, Chorvatska a Černé Hory. Je tvořena pevnostmi a opevněnými městy Nejjasnější republiky benátské. Tato místa jsou roztroušena od vnitrozemí severní Itálie po východní pobřeží Jaderského moře a lze je dělit do dvou skupin. Zatímco italské pozice v historické oblasti „Stato da Terra“ chránily Benátky před okolními evropskými mocnostmi, pevnosti a opevněná města na pobřeží Jadranu spadaly do tzv. „Stato da Mar“ a byly opěrnými body, které měly zaručovat bezpečnou plavbu benátského loďstva směrem k Levantě. Obranné stavby byly vystavěny ve stylu „alla moderna“, který byl v 15. století novátorský vzhledem k rozmachu používání střelného prachu a nutnosti přizpůsobit vojenskou architekturu této skutečnosti.

## Přehled lokalit
Následující tabulka zahrnuje všech 6 lokalit, které byly společně zapsány na seznam památek chráněných UNESCEM.
| Kód      | Název                              | Město                                | Rozloha                               | Zem. souřadnice                  |  |
| -------- | ---------------------------------- | ------------------------------------ | ------------------------------------- | -------------------------------- |  |
| 1533-001 | opevněné město Bergamo             | Bergamo, Lombardie                   | 119,61 ha nárazníková zóna: 446,07 ha | 45°42′12″ s. š., 9°39′49″ v. d.  |  |
| 1533-002 | opevněné město Peschiera del Garda | Peschiera del Garda, Benátsko        | 36,67 ha nárazníková zóna: 143,85 ha  | 45°26′20″ s. š., 10°41′39″ v. d. |  |
| 1533-003 | město-pevnost Palmanova            | Palmanova, Furlansko-Julské Benátsko | 193,73 ha nárazníková zóna: 296,27 ha | 45°54′22″ s. š., 13°18′35″ v. d. |  |
| 1533-004 | obranný systém Zadaru              | Zadar, Zadarská župa                 | 11,19 ha nárazníková zóna: 240,45 ha  | 44°6′42″ s. š., 15°13′49″ v. d.  |  |
| 1533-005 | pevnost svatého Mikuláše           | Šibenik, Šibenicko-kninská župa      | 0,85 ha nárazníková zóna: 523,79 ha   | 43°43′17″ s. š., 15°51′17″ v. d. |  |
| 1533-006 | opevněné město Kotor               | Kotor, Kotorská opština              | 16,32 ha nárazníková zóna: 99,19 ha   | 42°25′25″ s. š., 18°46′19″ v. d. |  |